# Europese weg 651
De Europese Weg 651 of E651 is een Europese weg die loopt van Altenmarkt in Oostenrijk naar Liezen in Oostenrijk.
De gehele E651 gaat met de B320.

## Algemeen
De Europese weg 651 is een Klasse B-verbindingsweg en verbindt het Oostenrijkse Altenmarkt im Pongau met het Oostenrijkse Liezen en komt hiermee op een afstand van 78 kilometer. De route is door de UNECE als volgt vastgelegd: Altenmarkt - Liezen.